# Novembre 1778

## Événements
- 6 novembre : le gouverneur du Cap Joachim van Plettenberg fixe la frontière à la Great Fish River[1].

- 26 novembre : James Cook découvre Maui[2].

## Naissances
- 13 novembre : Charles Joseph Auriol, peintre suisse. († 25 mai 1834).
- 15 novembre : Giovanni Battista Belzoni (mort en 1823), explorateur italien.

## Décès
- 9 novembre : Giovanni Battista Piranesi, dit Le Piranèse, dessinateur, graveur et architecte italien (1720-1778). Il grava les Antiquités de Rome et les Vues de Rome et introduisit à Rome la mode égyptienne.
- 19 novembre : Pierre Abraham de La Bretonnière, poète français, né en 1701.
- 20 novembre : Francesco Cetti, prêtre jésuite, zoologiste et mathématicien italien (° 9 août 1726).